# Мачин, Михаил Григорьевич
Михаи́л Григо́рьевич Ма́чин (8 [21] октября 1907; село Летяжевка, Саратовская губерния — 7 февраля 1995, Москва) — советский военный лётчик и военачальник, Герой Советского Союза (1945), генерал-лейтенант авиации (3.08.1953).

## Биография
Родился 8 (21) октября 1907 года в селе Летяжевка Балашовского уезда Саратовской губернии. В 1920—1923 годах работал в совхозе. В 1923 году окончил сельскую школу 1-й степени в Летяжевке. С 1923 года жил в посёлке Рымарёво (ныне Жердевский район Тамбовской области), до 1929 года был чернорабочим на сахарном заводе в Рымарёвском совхозе № 5. В 1931 году окончил 2 курса рабфака при Воронежском сельскохозяйственном институте. Член ВКП(б) с 1928 года.
В Красной Армии с мая 1931 года. В 1931 году окончил школу переподготовки командиров запаса (город Детское Село Ленинградской области), в 1932 году — Военно-теоретическую военную школу лётчиков ВВС в Ленинграде, в 1933 году — 14-ю военную школу лётчиков в городе Энгельс. Служил старшим лётчиком, в 15-й тяжёлой бомбардировочной авиационной эскадрилье ВВС Белорусского военного округа (Ржев). С октября 1934 года служил в 7-й крейсерской авиационной эскадрилье ВВС Московского военного округа: командир корабля и командиром отряда. С ноября 1936 — командир авиаотряда 15-й скоростной бомбардировочной эскадрильи  Московского военного округа (Калинин).
Участник боёв с японскими захватчиками в Китае: в октябре 1937 — марте 1938 — заместитель командира и командир бомбардировочной авиаэскадрильи. Совершил 17 боевых вылетов на бомбардировщике СБ. На этой войне удостоен своих первых наград — ордена Красного Знамени и медали «За отвагу».
С мая 1938 года служил помощником командира 11-го авиационного полка 2-й армии особого назначения (в Орле), некоторое время временно исполнял должность командира полка. С сентября 1938 года — командир 25-й авиационной бригады ВВС 1-й Краснознамённой армии (Спасск-Дальний). С сентября 1939 года — командир созданной на базе этой авиабригады 32-й авиационной дивизии. В 1940 году окончил оперативные курсы усовершенствования при Академии Генерального штаба РККА, после их окончания вернулся командовать той же дивизией.
Участник Великой Отечественной войны с февраля 1942 — командующий ВВС 40-й армии Юго-Западного фронта. В мае-августе 1942 — командир 207-й истребительной авиационной дивизии. Воевал на Юго-Западном, Брянском и Воронежском фронтах. Участвовал в Воронежско-Ворошиловградской операции и оборонительных боях на воронежском направлении.
С сентября 1942 года по май 1944 года — начальник военного представительства ВВС Красной Армии на Аляске (США). Участвовал в организации и осуществлении поставок американских самолётов по ленд-лизу.
В июне — августе 1944 — командир 205-й истребительной авиационной дивизии, с августа 1944 — командир 5-го истребительного авиационного корпуса. Воевал на 1-м и 2-м Украинских фронтах. Участвовал в Львовско-Сандомирской, Карпатско-Дуклинской, Сандомирско-Силезской, Верхнесилезской, Нижнесилезской, Берлинской и Пражской операциях. За время войны совершил 61 боевой вылет на истребителях Як-1, ЛаГГ-3, Ла-7 и Р-39 «Аэрокобра».
За умелое командование авиакорпусом и проявленные мужество и героизм Указом Президиума Верховного Совета СССР от 29 мая 1945 года генерал-майору авиации Мачину Михаилу Григорьевичу присвоено звание Героя Советского Союза с вручением ордена Ленина и медали «Золотая Звезда».
После войны командовал тем же истребительным авиакорпусом в Центральной группе войск. С июня 1946 года — командир 11-го истребительного авиационного корпуса в Прибалтийском военном округе. С мая 1947 по апрель 1948 года — помощник командующего 4-й воздушной армией (Северная группа войск, Польша), затем направлен на учёбу.
В 1950 году окончил Высшую военную академию имени К. Е. Ворошилова. С августа 1950 — заместитель командующего, а в мае 1953 — мае 1954 — командующий истребительной авиацией ПВО страны. С июня 1954 года — заместитель командующего войсками Уральского района ПВО по истребительной авиации, с августа того же года — командующий истребительной авиацией Уральской армии ПВО. С 1 августа 1956 по 1 февраля 1959 — командующий 42-й воздушной истребительной армией ПВО Бакинского округа ПВО (город Баку). С февраля 1959 — командующий истребительной авиацией Бакинского округа ПВО (в августе 1960 года должность переименована в «командующий авиацией округа»). С декабря 1960 года находился в распоряжении Главнокомандующего Войсками ПВО страны.
С марта 1961 — заместитель начальника Главного штаба Войск ПВО страны по боевому управлению и контролю за несением боевого дежурства. С августа 1962 — представитель, а в сентябре 1963 — апреле 1967 — помощник представителя Главного командования Объединёнными вооружёнными силами государств — участников Варшавского договора по ПВО и ВВС в ГДР. С апреля 1967 года — генерал-инспектор по восточным странам 10-го Главного управления Генштаба ВС СССР. С февраля 1971 года генерал-лейтенант авиации М. Г. Мачин — в отставке.
Жил в Москве. Написал краткие воспоминания о своём участии в войне в Китае в конце 1930-х годов. Умер 7 февраля 1995 года. Похоронен на Троекуровском кладбище в Москве.
Член ЦК Компартии Азербайджана в 1959—1961 годах. Депутат Верховного Совета Азербайджанской ССР 5-го созыва (в 1959—1963 годах).

## Воинские звания
- Майор (1936)
- Полковник (29.04.1938)
- Генерал-майор авиации (20.04.1945)
- Генерал-лейтенант авиации (3.08.1953)

## Награды
- Герой Советского Союза (29.05.1945);
- два ордена Ленина (29.05.1945; 30.12.1956);
- пять орденов Красного Знамени (8.03.1938; 22.02.1943; 19.11.1951; 16.10.1957; 22.02.1968);
- орден Богдана Хмельницкого 1-й степени (6.04.1945)
- два ордена Отечественной войны 1-й степени (30.08.1944; 11.03.1985);
- орден Отечественной войны 2-й степени(2.08.1944);
- два ордена Красной Звезды (5.11.1946; 29.04.1954);
- медаль «За отвагу» (22.02.1939);
- медаль «За боевые заслуги» (3.11.1944);
- медаль «За оборону Москвы»;
- медаль «За взятие Будапешта»;
- медаль «За взятие Берлина»;
- медаль «За освобождение Праги»;
- другие медали СССР;

награды иностранных государств
- орден «Легион почёта» степени офицера (США, 12.07.1944);
- орден Виртути Милитари 3-й степени (Польша, 1946);
- Крест Храбрых (Польша, 19.12.1968);
- Орден «За заслуги перед Отечеством» в золоте (ГДР);
- Медаль «30 лет Халхин-Гольской Победы» (Монголия, 1969).

## Мемуары
- Мачин М. Г. Китайские маршруты. // В небе Китая. 1937–1940. Воспоминания советских летчиков-добровольцев. / Изд. 2-е. — М.: Наука, 1986. — 383 с.

## Память
- Мемориальная доска в память о Мачине установлена Российским военно-историческим обществом на здании Семёновской средней школы, где он учился.